# Signal 長期未解決事件搜查班
《Signal 長期未解決事件搜查班》，為日本富士電視台於2018年4月10日起播出的火九連續劇。改編自2016年的同名韓國刑偵劇《Signal 信號》。本劇亦為坂口健太郎的初次主演劇作。

## 登場人物

### 警視廳搜查一課長期未解決事件搜查班
| 演員                                | 角色     | 原版角色 | 介紹 | 粤语配音 |
| 坂口健太郎 童年：大江優成、大西利空 | 三枝健人 | 朴海英   | 原城西署地域課巡警。本身有相當不錯的罪犯側寫能力，（田代綾香綁架撕票案是他去美國之前協助偵破的）2010年時前往美國進修，2018年學成歸國，並加入長期未解決事件搜查班擔任罪犯側寫師。階級從巡查晉升至警部補。 | 张振熙   |
| 吉瀨美智子                          | 櫻井美咲 | 車秀賢   | 原城西署刑事課刑警，現為搜查一課長期未解決事件捜査班班長。階級從巡查部長晉升至警部補。 | 冯咏恩   |
| 木村祐一                            | 山田勉   | 金基哲   | 原城西署刑事課刑警。美咲的同事。現為搜查一課長期未解決事件捜査班刑警。 | 羅偉傑   |
| 池田鐵洋                            | 小島信也 | 鄭憲基   | 鑑識官。現為搜查一課長期未解決事件捜査班刑警。 | 袁德基   |

### 警視廳
| 演員       | 角色       | 原版角色 | 介紹                                           |
| 甲本雅裕   | 岩田一夫   | 安治秀   | 原城西署刑事課組長，現為搜查一課組長。警部補。 |
| 渡部篤郎   | 中本慎之助 | 金范洙   | 警視廳刑事部長。警視監。                       |
| 久保田悠來 | 佐佐木     |          | （第8話）中本的部下。                          |

### 城西警察署刑事課強行犯科（1997年－2000年）
| 演員       | 角色       | 原版角色 | 介紹                         | 粤语配音 |
| 北村一輝   | 大山剛志   | 李材韓   | 城西署刑事課刑警。巡查部長。 | 袁德基   |
| 岡山一     | 伊藤裕二   | 金泰玄   | 大山剛志的刑警前輩。         |          |
| 末廣透     | 望月三郎   |          |                              |          |
| 三濃川陽介 | 柴田浩太郎 |          |                              |          |
| 光宣       | 安藤隆太   |          |                              |          |
| 川守田政人 | 渡邊       |          |                              |          |
| 笠原秀幸   | 倉木       |          | 新進刑警。                   |          |

### 慶明大學醫學部
| 演員   | 角色     | 原版角色 | 介紹                    |
| 青野楓 | 安西理香 | 吳允書   | 法醫學教室助理→副教授。 |

### 其他
| 演員     | 角色     | 原版角色 | 介紹                                                                                              |
| 神尾楓珠 | 加藤亮太 | 朴善宇   | 健人的哥哥。東條高中學生。因被指稱是集體暴力事件主謀而被送進少年院。8個月後出獄不久即被自殺身亡。 |
| 高野志穗 | 加藤美紀 |          | 健人和亮太的母親。                                                                                |
| 芹澤興人 | 丸岡     |          | 想從健人身上獲取獨家消息的記者。                                                                  |

### 案件相關人物

#### 第1話
| 演員       | 角色     | 原版角色 | 介紹 |
| 丁田凜美   | 田代綾香 | 金尹貞   | 10歲。女童綁架案的被害人，三枝健人與她是小學同學，正好目睹了她被吉本圭子帶走時的情形，使他一直非常自責。 |
| 竹內壽     | 橋本啓介 | 徐亨俊   | 25歲。醫療器材公司職員。被指認是女童綁架案的嫌犯。遭吉本圭子殺害。                                       |
| 片岡禮子   | 田代京子 |          | 綾香的母親。                                                                                             |
| 河井青葉   | 前川穗波 | 姜世英   | 前谷原紀念醫院護理師。曾和吉本圭子是同事。受其陷害而被指認是綁架案兇手。                                 |
| 長谷川京子 | 吉本圭子 | 尹秀雅   | （至第2話）前谷原紀念醫院護理師。綁架案的真正犯人。                                                      |

#### 第2話
| 演員       | 角色     | 原版角色 | 介紹 |
| 佐久間由衣 | 北野綠   | 金元靜   | （至第3話）23歲。拉麵店店員。曾受大山刑警幫助脫離吸毒生涯，視大山為恩人。於1997年成為連環婦女殺人案的第7位犧牲者。 |
| 矢柴俊博   | 安田二朗 |          | 拉麵店老闆。 |
|            | 中島亮子 | 李美善   | 原本會是連環婦女殺人案的第5位被害人，因被大山刑警所救而成為該案的唯一生還者。2018年時已過世。                      |

#### 第3話
| 演員       | 角色     | 原版角色 | 介紹                                                                                         |
| 勝呂學     | 木村直也 | 崔英臣   | 大學生。被誤認是連環婦女殺人案的兇手。羈押時突然心臟病發身亡。之後，立刻又有新的被害人出現。 |
| 大西武志   | 中島     |          | 中島亮子的丈夫。                                                                             |
| 佐藤玲     | 中島禮子 |          | 亮子的女兒。                                                                                 |
| 師岡三智雄 | 田中修一 | 李天久   | 城西客運司機。2018年時已離職。是殺害八代英子的犯人。                                         |
| 真瀨樹里   | 八代英子 | 鄭京順   | 田中的同事。2018年，被以和連環殺人案相同的手法所殺害。                                       |

#### 第4話
| 演員     | 角色     | 原版角色 | 介紹 |
| 尾上寬之 | 田中仁志 | 李振亨   | （第2、3話）42歲。田中修一之子。1997年連環婦女殺人案的真正犯人。被大山刑警追捕時從高處摔落導致半身不遂。 |
| 大高洋夫 | 金田勝   |          | 田中修一的同事。                                                                                         |

#### 第5話
| 演員       | 角色     | 原版角色 | 介紹 |
| 北見敏之   | 大山靖志 |          | 鐘錶行老闆。大山剛志的父親。 |
| 高橋努     | 岡本     |          | |
| 平田滿     | 工藤雅之 | 吳敬泰   | （第6、7話）58歲。過去因城之丘連續竊盜案被大山逮捕，後來金盆洗手擔任小貨車司機。與女兒和美相依為命。由於再度發生連續竊盜案，加上有人指證及三枝提供的無線電情報，使他再次被大山逮捕。直到2018年出獄後不久，他突然綁架了大學教授之女的矢部香織，再度讓警方群起動員。 |
| 吉川愛     | 工藤和美 | 吳恩芝   | 雅之的女兒。 |
| 野崎萌香   | 矢部香織 | 申汝貞   | 35歲。在大學擔任研究員。因20年前發生的一場事故使她罹患了PTSD，必須長期服用抗憂鬱藥物。2018年遭到工藤雅之綁架，被囚禁在冷凍貨櫃車裡。 |
| 小須田康人 | 矢部英介 | 申東勳   | 香織的父親。大學教授。 |
| 相築彰子   | 矢部加代 |          | 香織的母親。 |

#### 第6話
| 演員     | 角色     | 原版角色 | 介紹               |
| 白石隼也 | 白石智弘 | 韓世奎   | 白石重工社長之子。 |
| 森岡豐   | 宮樫     |          | 白石的司機。       |

#### 第7話
| 演員     | 角色     | 原版角色 | 介紹         |
| 西岡德馬 | 野澤義男 | 張英哲   | 眾議院議員。 |

#### 第8話
| 演員     | 角色     | 原版角色 | 介紹                                                                         |
| 山田愛奈 | 井口奈奈 | 姜惠承   | 東條高中學生。武藏野集體暴力事件受害者。在接受岩田訊問時指稱亮太是事件主謀。 |
| 瀨戶利樹 | 齊藤裕也 |          | 東條高中學生。                                                               |
| 森下能幸 | 井口     |          | 奈奈的父親。                                                                 |
| 西原信裕 | 守谷     |          | 原東條高中學生。指證亮太是集體暴力事件的主謀。                               |

#### 第9話
| 演員       | 角色         | 原版角色 | 介紹                                                     |
| 濱田麻里   | 燒烤店老闆娘 |          |                                                          |
| 映美克拉拉 | 元村奈奈     |          | 37歲。2018年時的井口奈奈。                               |
| 小原唯和   | 小川陽一     | 張泰津   | 小川都市開發公司社長之子。武藏野集體暴力事件的真正主謀。 |

## 播出日程
| 各話                                                    | 日期    | 副標題 | 導演     | 收視率 | 備註       |
| ------------------------------------------------------- | ------- | --- | -------- | ------ | ---------- |
| 1                                                       | 4月10日 | 過去とつながる無線 15年前の誘拐の謎! 連接過去的無線電，15年前的綁架案之謎！                                   | 內片輝   | 9.7%   |            |
| 2                                                       | 4月17日 | 時効成立20分前!極限の攻防戦新たな未解決事件! 追訴期滿倒數20分鐘！終極心防戰與下一個未偵破案件的挑戰！         | 內片輝   | 8.4%   |            |
| 3                                                       | 4月24日 | 変化する過去!殺人の連鎖!再び動き出した凶悪犯 被改變的過去！再次甦醒的連環殺人魔                               | 鈴木浩介 | 8.3%   |            |
| 4                                                       | 5月1日  | 死のバス 連続殺人の衝撃の結末！時を超えた奇跡とは 死亡客運 連環殺人案衝擊性的結局！超越時空的奇蹟會是...      | 鈴木浩介 | 7.9%   |            |
| 5                                                       | 5月8日  | 刑事失踪の謎を追え!新たな事件発生！無線の悲劇 追查刑警失蹤案！緊接而來的新案件！無線電的悲劇                  | 內片輝   | 6.7%   |            |
| 6                                                       | 5月15日 | 衝撃の死極限のタイムリミット誘拐事件の謎を解け 揭開伴隨死亡限時的綁架案的真相                                 | 內片輝   | 5.7%   |            |
| 7                                                       | 5月22日 | 連続窃盗衝撃の真相!刑事の死最悪の事件が始まる 連續竊盜案的真相！藉由刑警之死引爆出的最險惡案件                | 鈴木浩介 | 6.9%   |            |
| 8                                                       | 5月29日 | 最終章!18年の時を越えて今明かされる失踪の謎 最終章！橫跨18年的失蹤之謎即將揭曉                                | 鈴木浩介 | 6.9%   |            |
| 9                                                       | 6月5日  | ついに今明かされる兄の死の謎運命狂わす真相とは 將哥哥置於死地的驚人真相即將揭曉                               | 內片輝   | 7.3%   |            |
| 10                                                      | 6月12日 | 最大の危機！過去を変えろ！未来を救え！無線の謎が明らかに 最大的危機！改變過去！拯救未來！神秘無線電的謎底揭曉 | 內片輝   | 9.2%   | 加長15分鐘 |
| 平均收視率7.70%（收視率由Video Research於關東地區統計） |         | |          |        |            |

## 製作團隊
- 原作：tvN《Signal》
- 腳本：尾崎將也、大久保朋美
- 音樂：林友樹、橘麻美
- 主題曲：防彈少年團《Don't Leave Me》
- 插曲：miwa《Unchained Love》
- 導演：内片輝、鈴木浩介
- 製作人：萩原崇（KTV）、笠置高弘（KTV）、石田麻衣
- 製作·著作：關西電視台

## 外部連結
- シグナル 長期未解決事件捜査班－關西電視台（页面存档备份，存于）
- シグナル 長期未解決事件捜査班的X（前Twitter）（日語）
- 互联网电影数据库（IMDb）上《Signal 長期未解決事件搜查班》的资料（英文）
- 时光网上《Signal 長期未解決事件搜查班》的資料（简体中文）
- 豆瓣电影上《Signal 長期未解決事件搜查班》的資料 （简体中文）

| 日本 關西電視台 週二晚間九點連續劇    | 日本 關西電視台 週二晚間九點連續劇                      | 日本 關西電視台 週二晚間九點連續劇 |
| ------------------------------------- | ------------------------------------------------------- | ---------------------------------- |
|                                       | Signal 長期未解決事件搜查班 （2018.04.10 - 2018.06.12） |                                    |
| Final Cut （2018.01.09 - 2018.03.13） | 有健康而有文化的最低限度的生活 （2018.07.17 - ）        |                                    |

| 臺灣 WakuWaku Japan 星期六 21:00 - 22:00 | 臺灣 WakuWaku Japan 星期六 21:00 - 22:00 | 臺灣 WakuWaku Japan 星期六 21:00 - 22:00 |
| ---------------------------------------- | ---------------------------------------- | ---------------------------------------- |
|                                          | 信號 （2018年4月21日 - ）                |                                          |
| —                                        | —                                        |                                          |

| 香港 有線劇集台 星期六 20:00 - 21:00                                | 香港 有線劇集台 星期六 20:00 - 21:00  | 香港 有線劇集台 星期六 20:00 - 21:00  |
| ------------------------------------------------------------------- | ------------------------------------- | ------------------------------------- |
|                                                                     | 信號 （2018.10.06 - 2018.12.08）      |                                       |
| 搏命保鑣 （2018.08.04 - 2018.09.29）                                | 絕對零度3 （2018.12.15 - 2019.02.16） |                                       |
| 香港 香港開電視 星期日（星期六深夜） 00:30 - 01:30 6月16日 暫停播映 |                                       |                                       |
| 刑偵相棒（第十五季） （2018.01.28 - 2019.03.03）                    | 信號 （2019.04.21 - 2019.06.30）      | 絕對零度3 （2019.07.07 - 2019.09.08） |